# Aristotelia sardicolella
Aristotelia sardicolella is een vlinder uit de familie van de tastermotten (Gelechiidae). De wetenschappelijke naam van de soort is, als Xystophora sardicolella, voor het eerst geldig gepubliceerd in 1936 door Schawerda.